# Duboka (Veseočica)
Duboka je rijeka u Bosni i Hercegovini.
Izvor Duboke se nalazi na planini Raduši, predjelu Čador. Uzvodno od Vesele se spaja sa Pršljanicom u Veseočicu, lijevu pritoku Vrbasa.
Duboka teče smjerom jugozapad-sjeveroistok. Donji tok protječe predjelom Otigošće, građenim od trijaskih vapnenaca i dolomita.
U Duboku se do spajanja s Pršljanicom ulijevaju: Mračajka, Seona, i više drugih, manjih, potoka.